# Les Ritals
Cet article possède un paronyme, voir Le Rital.
Les Ritals est un roman autobiographique de François Cavanna publié en 1978.

## Résumé
Dans ce livre, Cavanna retrace son enfance de fils de rital (nom argotique et péjoratif donné  en France aux immigrés italiens), dans les rues de Nogent-sur-Marne, où il a fait les 400 coups. Les différents chapitres de ce livre évoquent le fort de Nogent, la « zone », lieu de construction privilégié des cabanes, les histoires de son père, sa fugue à quatorze ans et ses premières expériences.
Tout au long du livre, plus que de Ritals, Cavanna parle de son père et de ses conseils, transcrivant phonétiquement l'accent du dialetto italien. Le roman débute par l'évocation du père maçon illettré, fabriquant de nouveaux mètres avec les bouts de mètres cassés ramassés sur les chantiers : « Le dimanche matin, […], papa ouvre la fenêtre, […], et il répare des mètres. […] Avec un paquet de vieux mètres, papa en fait un neuf. Quand il est fait, il le regarde au soleil, content comme tout. Il y a juste le nombre de branches qu'il faut, cinq pour un mètre simple, dix pour un double mètre, juste le nombre, pas une branche de plus ou de moins, merde, c'est pas un con, papa. Je suis très fier de lui. » Le dernier chapitre du livre commence sur cette conclusion : « J'étais parti pour raconter les Ritals, je crois qu'en fin de compte j'ai surtout raconté papa. » Cavanna poursuivra le récit de sa vie dans Les Russkoffs (1979), puis reviendra sur son enfance et sur sa mère dans L'Œil du lapin (1987).

## Adaptations

### À la télévision
Le film Les Ritals est une adaptation faite pour la  télévision par Marcel Bluwal, en 1991. Il se compose de deux parties intitulées 1933 et 1939. Dans la deuxième partie du téléfilm (1939), François Cavanna est interprété par le jeune Benoît Magimel. Le père de Cavanna est interprété par l'acteur italien Gastone Moschin, et sa mère, par la comédienne française Christine Fersen. Son meilleur ami, Roger, est interprété par Nicolas Koretzky.

### Au théâtre
Le comédien Bruno Putzulu signe une adaptation du roman dans une mise en scène de Mario Putzulu en 2017.

## Éditions
- Les Ritals, Paris, Éditions Belfond, 1978 (1re éd. 1978), 278 p. (ISBN 2714411681)